# Nicon uncinatus
Nicon uncinatus är en ringmaskart som beskrevs av Hartman 1965. Nicon uncinatus ingår i släktet Nicon och familjen Nereididae. Inga underarter finns listade i Catalogue of Life.